# لینگه‌وال
لینگه‌وال (به هلندی: Lingewaal) یک شهرستان در هلند است که در خلدرلاند واقع شده‌است. لینگه‌وال ۲ متر بالاتر از سطح دریا واقع شده‌است.